# Enciclopedia de la fauna de Félix Rodríguez de la Fuente
La Enciclopedia Salvat de la Fauna fue una obra dedicada a la fauna y editada en fascículos entre 1970 a 1973, publicada por la Editorial Salvat. Su coordinador y director fue Félix Rodríguez de la Fuente. En el equipo de redactores se encontraban Miguel Delibes de Castro, Javier Castroviejo, Cosme Morillo y Carlos Vallecillo, entre otros.
La enciclopedia estuvo compuesta por once tomos (volúmenes), publicados en fascículos semanales de 24 páginas. Tuvo gran éxito internacional y se tradujo a catorce idiomas, con unas ventas totales de cuarenta millones de volúmenes.
Miguel Delibes de Castro recordaría años después haber visto la enciclopedia entre los libros técnicos de la mayoría de los museos de ciencias naturales de Europa.

## Tomos
- 1. África etíopica[2]
- 2. África etíopica[2]
- 3. África etíopica[2]
- 4. Eurasia y Norteamérica (Región Holártica)[2]
- 5. Eurasia y Norteamérica (Región Holártica)[2]
- 6. Eurasia y Norteamérica (Región Holártica)[2]
- 7. Asia tropical y oriental[2]
- 8. Sudamércia (Región Neotropical)[2]
- 9. Australia e islas[2]
- 10. Mares y océanos[2]
- 11. Índice[2]